# جیمز کاتون
جیمز کاتون (انگلیسی: James Caton؛ زادهٔ ۴ ژانویهٔ ۱۹۹۴) بازیکن فوتبال اهل بریتانیا است.
از باشگاه‌هایی که در آن بازی کرده‌است می‌توان به باشگاه فوتبال منزفیلد تاون، باشگاه فوتبال چستر، باشگاه فوتبال بولتون واندررز، باشگاه فوتبال بلکپول، باشگاه فوتبال لینکولن سیتی، باشگاه فوتبال ساوتپورت، باشگاه فوتبال آکرینگتون استنلی، باشگاه فوتبال ورکسام و باشگاه فوتبال شروزبری تاون اشاره کرد.